# Далганов, Владимир Александрович
Владимир Александрович Далганов (Долганов, Долганев) (род. 1956, Куляб) — советский футболист, полузащитник. Мастер спорта СССР (1988).

## Биография
Начинал футбольную карьеру в «Пахтакоре» Курган-Тюбе. В 1983 был приглашен в ведущий клуб Таджикистана «Памир». В новой команде быстро освоился, стал игроком основы. В 1988 году вышел в высшую лигу.
Перед самым началом сезона 1989 года покинул «Памир» и оказался в клубе 2-й лиги «Нефтяник» Фергана. Вторую часть сезона уже провел в «Худжанде». В 1990—1991 сменил три команды — «Регар», «Геолог» (Карши), «Мароканд» Самарканд.
В начале 1990-х переехал в Псебай, был играющим тренером команды лесокомбината «Горец». Затем работал в торговле, играл за команды Зеленчука и Лабинска, «Мебельщик» фирмы «Юг», Мостовской. Тренер в спортивной школе.